# Энестроса, Андрес
Андрес Энестроса Моралес (Хенестроса, исп. Andrés Henestrosa Morales; 25 ноября 1906 — 10 января 2008) — мексиканский писатель, журналист и политик. Энестроса запомнился своими прозой, поэзией и публицистикой. Помимо этого, избиравшись в федеральный конгресс, три срока проработал в Палате депутатов, а также был сенатором от штата Оахака с 1982 по 1988 год.

## Биография
Андрес Энестроса родился в Иксуатане (штат Оахака) и учился в Хучитане. До 15 лет он мог говорить только на своём родном сапотекском языке. После окончания среднего образования переехал в Мехико и поступил в Национальное педагогическое училище, где в совершенстве выучил испанский язык. Затем он учился в Национальной школе юриспруденции, которую так и не окончил, а также на факультете философии и литературы в Национальном автономном университете Мексики (UNAM).

### Академическая работа
Примерно в то же время (1927) один из его учителей, Альфонсо Касо, побудил его начать исследоватедльскую карьеру: он предложил Энестросе записать мифы, легенды и басни сапотеков, которые легли в основу его первой книги «Люди, рассеянные танцем», опубликованной в 1929 году.
Энестроса внёс многогранный вклад в культуру сапотеков, её исследование и продвижение. Начиная с его первой книги, он также считался одним из представителей мексиканского литературного течения «индианизм». За свою долгую карьеру он также писал эссе и политические документы.
В 1936 году Энестроса благодаря рекомендации Лэнгстона Хьюза получил первую из двух стипендий Фонда Гуггенхайма на исследование культуры и лингвистики сапотеков. Он работал над фонетикой языка сапотеков, его адаптацией с использованием латинского алфавита и созданием сапотекско-испанского словаря. Во время этой поездки, находясь в Новом Орлеане в 1937 году, он написал одну из своих самых известных своих книг — «Портрет моей матери» («El retrato de mi madre»).
Энестроса должен был лететь на самолёте DC-3, который потерпел крушение 26 сентября 1949 года, в результате чего погибли все 23 человека на борту. Но он передумал — по его словам, у него было плохое предчувствие, и вместо самолёта он сел на поезд из Тапачулы в Мехико.
Андрес Энестроса считался одним из самых выдающихся представителей мексиканской интеллигенции. Он был членом Мексиканской академии языка более полувека, с 23 октября 1964 года до своей смерти. Он был казначеем Академии с 1965 по 2000 год.

### Политическая карьера
В 1929 году он, как и многие студенты UNAM, поддержал кандидатуру Хосе Васконселоса в президенты, приняв активное участие в предвыборной кампании и написав множество статей и хроник.
В 1946 году он вступил в правящую Институционально-революционную партию. В 1982 году как её член был избран сенатором от своего родного штата Оахака.

## Награды
- Почетная медаль Белисарио Домингеса (1993).
- Национальная премия в области искусств и наук в области лингвистики и литературы (1994)[7][8]